# Melodies de Broadway
Melodies de Broadway (títol original: The Band Wagon) és una pel·lícula musical estatunidenca de Vincente Minnelli, estrenada el 1953. Ha estat doblada al català.

## Argument
Actor de tornada, Tony Hunter (Fred Astaire) és proposat per una parella de guionistes per participar en un nou espectacle lleuger i divertit. L'escenògraf, Jeffrey Cordova (Jack Buchanan), imbuït de la seva persona, dona com a company a Tony la ballarina clàssica Gabrielle Gerard (Cyd Charisse). Però el desacord entre els dos és immediat, sobretot perquè Gabrielle és més gran que Tony. L'espectacle lleuger és transformat en una fosca adaptació de Faust. L'equip decideix fer una gira abans de la gran estrena novaiorquesa.

## Comentaris
Produïda per Arthur Freed per a la Metro-Goldwyn-Mayer en l'onada de Cantant sota la pluja,  Melodies de Broadway  en comparteix nombrosos punts comuns: igual parella de guionistes per a les dues pel·lícules, història del fracàs d'una producció i com llançar-la, igual grup de tres homes i dues dones, les llargues seqüències musicals finals Broadway Melody i Girl Hunt, els dos números-manifestos Make 'Em Laugh i That's Entertainment, etc.
Però a més a més de la seva qualitat estètica, testimoniant un gènere en la seva maduresa, la pel·lícula va més lluny en la mordacitat dels personatges i de les situacions, els conflictes hi són més creïbles, i sobretot ofereix un mirall de la realitat lleugerament vertiginosa: el 1953, Fred Astaire té 54 anys, i no té l'aura dels anys 1930; la parella d'amics guionistes és gairebé un retrat dels de la pel·lícula, Betty Comden i Adolph Green; l'aversió d'Astaire per a les companyes més grans que ell era ben real; el personatge de Cordova és inspirat en José Ferrer; fins al títol original The Band Wagon, d'altra banda completament anecdòtic a la pel·lícula, que és el d'una revista creada a Broadway per Astaire i la seva germana Adele el 1931.
La cançó final de la pel·lícula That's Entertainement, s'ha convertit en emblemàtica d'aquesta segona edat d'or de la comèdia musical, a punt de ser el títol original d'una pel·lícula d'antologies del gènere, Això és l'espectacle estrenada el 1974, l'èxit de la qual va engendrar dues continuacions el 1976 i 1994.
Entre les seqüències els més destacables són sovint citats el pas de dos al parc d'Astaire i Charisse, probablement una de les més perfectes mai filmades; el número dels trigèmins (Triplets); i el d'Astaire al parc de jocs (There's a Shine on my Shoe).

## Repartiment
- Fred Astaire: Tony Hunter
- Cyd Charisse: Gabrielle Gerard
- Oscar Levant: Ted/Lester Marton
- Nanette Fabray: Lily Marton
- Jack Buchanan: Jeffrey Cordova
- James Mitchell: Paul Byrd
- Robert Gist: Hal Benton

I, entre els actors que no surten als crèdits:
- Thurston Hall: Coronel Tripp
- Stuart Holmes: Inversor

## Premis i nominacions

### Nominacions[2]
- 1954. Oscar al millor guió adaptat per Betty Comden i Adolph Green
- 1954. Oscar a la millor banda sonora per Adolph Deutsch
- 1954. Oscar al millor vestuari per Mary Ann Nyberg